# Tokyo Metropolitan Bureau of Transportation
Tokyo Metropolitan Bureau of Transportation (яп. 東京都交通局 то:кё: то ко:цу: кёку) — Токийское Муниципальное Транспортное Управление. В его ведении находится общественный транспорт в Токио. Линии метро, которые управляются непосредственно самим управлением, имеют приставку 都営 Toei в названии, что обозначает «управляемые (ei) столичным правительством (to)».

## Toei Subway
Tokyo Metropolitan Bureau of Transportation — один из двух токийских операторов линии метрополитена (наряду с Tokyo Metro). Эти два оператора формируют сеть токийского метрополитена.
Линии Toei Subway (яп. 都営地下鉄 тоэй тикатэцу) были изначально лицензированы для Teito Rapid Transit Authority (предшественник нынешнего Tokyo Metro), но были построены Токийским Правительством с переходом лицензии на каждую линию. Сеть работала с убытками практически всю свою историю, в основном по причине высоких расходов на строительство, в особенности линии Оэдо. Первая прибыль в размере 3,13 миллиардов йен была зарегистрирована в 2006-м финансовом году.
Сети Tokyo Metro и Toei полностью разделены. В то время как пассажиры с электронными бесконтактными проездными картами PASMO или Suica могут свободно перемещаться между станциями, остальные пассажиры вынуждены покупать второй билет, либо специальный билет с возможностью пересадки, для того чтобы пересесть с линии одного оператора на линию другого. Единственное исключение — это участок линии Мита между станциями Мэгуро и Сироканэ-Таканава, на котором линия делит одни и те же платформы с линией Намбоку и таким образом возможна пересадка с одной линии на другую без прохождения турникетов.
| Цвет | Символ | Номер линии | Линия          | Японское название | Маршрут                                                | Количество станций | Протяжённость | Колея   | Напряжение |
| ---- | ------ | ----------- | -------------- | ----------------- | ------------------------------------------------------ | ------------------ | ------------- | ------- | ---------- |
|      |        | Линия 1     | Линия Асакуса  | 浅草線            | Ниси-Магомэ — Осиагэ                                   | 20                 | 18.4 км       | 1435 мм | 1500 В DC  |
|      |        | Линия 6     | Линия Мита     | 三田線            | Мэгуро — Ниси-Такасимадайра                            | 27                 | 26.5 км       | 1067 мм | 1500 В DC  |
|      |        | Линия 10    | Линия Синдзюку | 新宿線            | Синдзюку — Мотоявата                                   | 21                 | 23.5 км       | 1372 мм | 1500 В DC  |
|      |        | Линия 12    | Линия Оэдо     | 大江戸線          | Хикаригаока — Тотёмаэ через Тотёмаэ, Роппонги и Рёгоку | 38                 | 40.7 км       | 1435 мм | 1500 В DC  |

### Сквозное сообщение с другими линиями
Разная ширина колеи на линиях Toei обусловлена необходимостью обеспечивать сквозное сообщение с некоторыми частными пригородными линиями.
|   | Линия          | Линии сквозного сообщения |
| - | -------------- | --- |
| A | Линия Асакуса  | Линия Кэйкю и Линия Аэропорт итд. (Сэнгакудзи до станций Аэропорт Ханэда и Мисакигути)                                                               |
| A | Линия Асакуса  | Линия Осиагэ, Линия Кэйсэй, Линия Хокусо, Линия Хигаси-Нарита и Линия Сибаяма (Осиагэ до станций Аэропорт Нарита, Инба-Нихон-Идай или Сибаяма-Тиёда) |
| I | Линия Мита     | Линия Мэгуро (Мэгуро до станции Хиёси) |
| S | Линия Синдзюку | Новая Линия Кэйо, Линия Кэйо и Линия Сагамихара (Синдзюку до станции Хасимото)                                                                       |
| E | Линия Оэдо     | отсутствуют |

- Линия Мита использует те же пути, что и линия Намбоку на участке протяжённостью 2,3 км от станции Мэгуро до станции Сироканэ-Таканава.

Согласно данным компании на 2008-й год, среднее число пассажиров, ежедневно пользующихся услугами 4 линии, составило 2,34 миллиона в день. Прибыль компании в 2009-м году составила 12,2 миллиарда йен.

## Небольшие линии

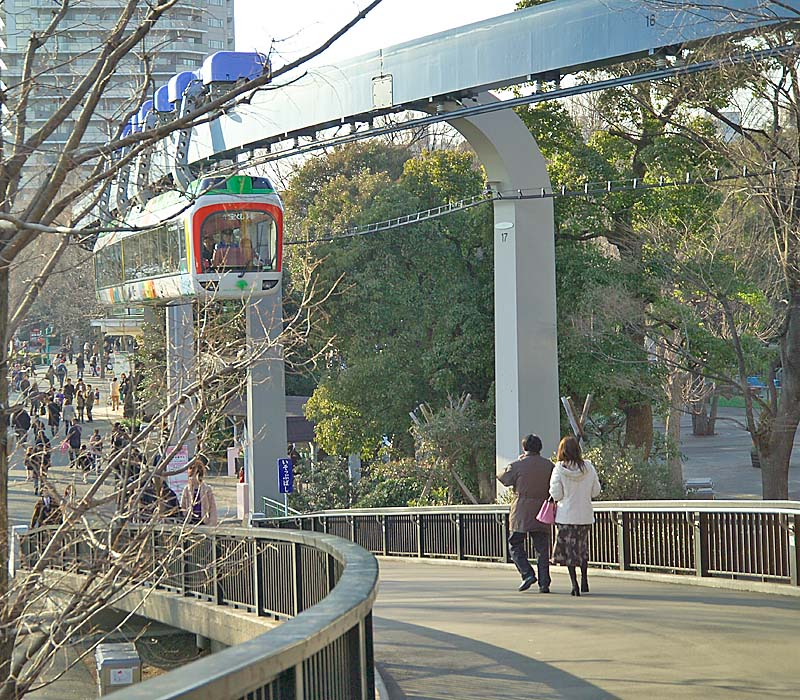
Линия Ueno Zoo Monorail перевозит пассажиров на территории Зоопарка Уэно.

Помимо линий метрополитена в ведении Toei также находятся: Линия Тодэн Аракава, Ueno Zoo Monorail и Nippori-Toneri Liner.

## Автобусы
Toei также является оператором многих автобусных маршрутов в Токио, в основном на тех участках, которые не покрывает сеть метрополитена.
Большинство маршрутов обозначаются каким-либо символом кандзи и двухзначным номером. Символ кандзи обычно обозначает основную железнодорожную станцию, у которой находится конечная остановка автобуса, например: 渋66 (сибу 66) — это пригородный маршрут от станции Сибуя. На некоторых маршрутах вместо кандзи используются латинские буквы, пример: маршрут RH01 от Roppongi Hills до Сибуя. Ещё одна группа маршрутов маркируется по признакам мест, через которые маршрут проходит, пример: 虹01 (нидзи [радуга] 01) который пересекает Радужный мост. Некоторые наиболее протяжённые маршруты начинаются с кандзи 都 (то «столичный»).

## Прочие услуги
Управление также обслуживает большую сеть оптоволоконных кабелей и несколько электростанций.

## История

### Основание
Правительство Токио приобрело компанию Tokyo Railway Company, оператора трамвайных линий, в 1911-м году, и перевело все линии под юрисдикцию Tokyo Municipal Electric Bureau (яп. 東京市電気局 то:кё: си дэнки кёку). Tokyo Municipal Electric Bureau открывает первые автобусные линии в 1924-м году. Это была экстренная мера, принятая в связи с тем, что после Великого землетрясения Канто трамвайные пути в городе были разрушены.
В 1942-м году японское правительство заставило нескольких частных операторов слиться с Tokyo Municipal Electric Bureau. Это были автобусные линии компании Tokyo Underground Railway (принадлежащая которой Линия Гиндза не была затронута объединением), Keio Electric Railway и Tokyu Corporation, а также Oji Electric Tramway (оператор Линии Аракава) и несколько мелких автобусных компаний.
В 1943-м году город Токио прекратил своё существование и Tokyo Municipal Electric Bureau было преобразовано в Tokyo Metropolitan Bureau of Transportation.

### Троллейбусы
4 троллейбусных маршрута функционировали с 1952-го по 1968-й год:
- Маршрут 101: Имаи — Камэйдо — Осиагэ — Асакуса — Уэно
- Маршрут 102: Икэбукуро — Сибуя — Нака-Мэгуро — Готанда — Синагава
- Маршрут 103: Икэбукуро — Одзи — Санъя — Камэйдо
- Маршрут 104: Икэбукуро — Одзи — Асакуса

Короткая жизнь троллейбусных линий обусловлена прежде всего их уязвимостью перед погодными условиями: дожди создавали проблемы с электроснабжением, а снег требовал установки цепей на колёса.